# Гай Клуилий
Гай Клуилий (на латински: Gaius Cluilius) е цар на Алба Лонга по време на управлението на римския цар Тул Хостилий (673 – 642 пр.н.е.) през средата на 7 век пр.н.е.
Алба Лонга е бил древен град в Лацио в югоизточна Италия. Той конструира Клуилийския роф (Cluilian trench) около Алба Лонга. След неговата смърт го следва Метий Фуфеций.
Гай Клуилий е герой във филма Duel of Champions (Orazi e Curiazi) от 1961 г. Ролята му играе Andrea Aureli.